# コビディオット
コビディオット（Covidiot）は、利己的に行動して日用品の買い占めをしたり、パーティーを行なったりしてコロナ禍で必要な意識が欠如してしまっている人を指す言葉である。また、新型コロナウイルスの発生源に関する陰謀論者に対して使われることもある。

## 語源
コビディオットという単語は、コロナウイルスを表すCovid-19（コビッド）にバカを意味するIdiot（イディオット）を混ぜた造語である。
コビディオットという単語はアーバン・ディクショナリーが命名したと言われている。
コロナ禍でコビディオットの人々がウイルスのさらなる拡散と何千人もの不必要な死につながることからその名が付けられている。
また、同義の言葉に「モロナヴァイラス」(Moronavirus)がある。

## コビディオットの例
- オーストラリアのスーパーマーケットチェーン「ドレイクス」でパニック買いを行い、トイレットペーパー32ロール入りを150パックと150ℓの消毒液を購入した男性が「必要がなくなったので返金してほしい」と要求した[6]。
- フィジカル・ディスタンシング（旧：ソーシャル・ディスタンス）を守らない[7]
- コロナパーティーを開催する[8][9]
- コロナウイルスチャレンジと称して、便器やドアノブを舐める[10][11]